# Alexandrowski Sawod
Alexandrowski Sawod (russisch Алекса́ндровский Заво́д) ist ein Dorf (selo) in der Region Transbaikalien in Russland mit 2482 Einwohnern (Stand 14. Oktober 2010).

## Geographie
Der Ort liegt etwa 330 km Luftlinie ostsüdöstlich der Regionshauptstadt Tschita am rechten Ufer des Argun-Nebenflusses Gasimur. Der Gasimur durchfließt dort ein weites Tal zwischen einem südlichen Ausläufer des Borschtschowotschnygebirges nördlich des Ortes und dem südlich verlaufenden Nertschinsker Gebirge (Nertschinski chrebet), die beide knapp 1500 m hoch sind.
Alexandrowski Sawod ist Verwaltungszentrum des Rajons Alexandrowo-Sawodski sowie Sitz der Landgemeinde Alexandrowo-Sawodskoje selskoje posselenije, zu der außerdem das Dorf Schurawljowo (8 km westlich) gehört.

## Geschichte
Der Ort entstand 1792 im Zusammenhang mit der Errichtung eines Silberberg- und -hüttenwerkes am Flüsschen Talman, das dort in den Gasimur mündet, und trug daher zunächst den Namen Talmanski sawod („Talman-Werk“). 1825 erhielt er seinen heutigen Namen („Alexander-Werk“) nach dem im gleichen Jahr verstorbenen russischen Kaiser Alexander I. Im 19. Jahrhundert war Alexandrowski Sawod auch politischer Verbannungsort, so für Teilnehmer des polnischen Novemberaufstandes von 1830/1831, die Petraschewzen oder den Revolutionär Andrei  Krassowski und den Schriftsteller und Publizisten Nikolai Tschernyschewski.
1926 wurde Alexandrowski Sawod Verwaltungssitz eines Rajons.

### Bevölkerungsentwicklung
| Jahr | Einwohner |
| ---- | --------- |
| 1939 | 3014      |
| 1959 | 3115      |
| 1979 | 2771      |
| 1989 | 2924      |
| 2002 | 2630      |
| 2010 | 2482      |

Anmerkung: Volkszählungsdaten

## Verkehr
Alexandrowski Sawod liegt an der Regionalstraße 76A-011 (früher R430), die Borsja an der Fernstraße A350 mit Iwanowka bei Nertschinski Sawod verbindet.
2012 wurde der provisorische Betrieb auf der an Alexandrowski Sawod vorbeiführenden, ab 2007 errichteten Eisenbahnstrecke von der Station Naryn I (bei Borsja) nach Gasimurski Sawod aufgenommen. Parallel zum Bahnbau wurde auch die über 80 km den Gasimur abwärts führende, zuvor teils unbefestigte Regionalstraße 76K-003 nach Trubatschowo ausgebaut, wo etwa 20 km oberhalb von Gasimurski Sawod Anschluss an die 76A-008 (früher R429)  besteht.